# Pirotechnika

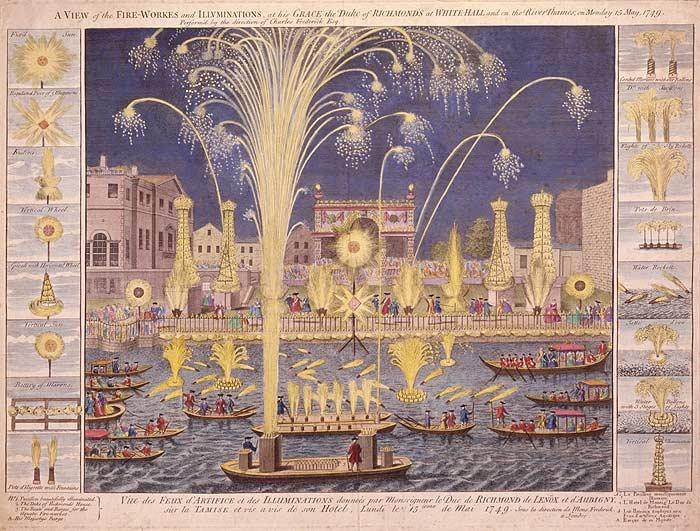
Tűzijáték Londonban 1749. május 15-én

A pirotechnika a vegyészet (kémia) azon különleges területe, amely olyan anyagokat, vegyületeket, illetve azok keverékeit kutatja, fejleszti, gyártja és alkalmazza, melyek elégése irányított, azaz előre meghatározott fény-, hang-, láng-, szikra-, füst-, köd- vagy gázképződéssel jár. A pirotechnika szó a „pürosz” (a. m. tűz) és a „tekhné” (a. m. mesterség) görög szavakból származik, jelentése a tűz mestersége. Legismertebb és közkedvelt ágazata a tűzijátékipar.
A pirotechnikai anyagok – munkavédelmi szempontból – a robbanóanyagok közé tartoznak, mert nemcsak az éghető anyagot hordozzák önmagukban, hanem az égéshez szükséges oxigént is (pl. kálium-nitrát) oxidálószerben, kötött formában. A már égő pirotechnikai anyag ezért nem oltható!
A hatályos magyar jog az egyes anyagok eltérő veszélyessége illetve a felhasználás eltérő jellege miatt külön-külön szabályozza a pirotechnikai anyagokkal, az ipari robbanóanyagokkal és katonai, hadászati robbanóanyagokkal kapcsolatos tevékenységeket (pl. birtoklás esete).

## Története
A pirotechnika a tűzijátéknak, pontosabban a feketelőpor feltalálásának köszönheti létét.
Kínában már az i. e. több száz évvel, a kínai nagy fal építésekor használtak salétromot (kálium-nitrát) a jelzőtüzek táplálására, mely később a feketelőpor feltaláláshoz vezetett. A feketelőpor máig a tűzijátékipar és a pirotechnika legfontosabb alapanyaga. A feketelőpor hadianyagként történő alkalmazása a VIII. századtól terjedt csak el további hadi és ipari kutatásokat előmozdítva.
A pirotechnikát ma legtöbben a tűzijátékkal azonosítják, pedig az annak csak az egyik ágazata. A pirotechnika ma már jelen van az élet számos területén, a színház és filmművészetben (pl. különféle látványhatások), az iparban (pl. termites sínhegesztő, autóiparban légzsák vagy pirotechnikai övfeszítő), a vízi közlekedésben (pl. kötélkilövő, jelzőrakéta), a hadászatban és mindennapjainkban is, hiszen a gyufa és a csillagszóró is tulajdonképpen pirotechnikai termék. Űrkutatás sem lenne pirotechnika nélkül, hiszen a rakéta először tűzijátéktermék volt csak, és annak működési elve alapján fejlesztették ki az űrrakétákat, sőt azok hajtóműveit manapság is pirotechnikai termékkel gyújtják be.